# Rivière et vallée du Fango
Rivière et vallée du Fango este o arie protejată (sit de importanță comunitară — SCI) din Franța întinsă pe o suprafață de 18.964 ha, integral pe uscat.

## Localizare
Centrul sitului Rivière et vallée du Fango este situat la coordonatele 42°23′24″N 8°41′40″E / 42.39°N 8.69444°E.

## Înființare
Situl Rivière et vallée du Fango a fost declarat arie specială de conservare în baza directivei 92/43 din 1992 referitoare la conservarea habitatelor naturale și a faunei și florei sălbatice pentru a proteja 1 specie de plante și 14 specii de animale.

## Biodiversitate
Situată în ecoregiunea mediteraneană, aria protejată conține 20 de habitate naturale: Vegetație anuală la limita mareei, Ape stătătoare oligotrofe până la mezotrofe, cu vegetație de Littorelletea uniflorae și/sau de Isoëto-Nanojuncetea, Cursuri de apă de la nivel de câmpie la nivel montan, cu vegetație Ranunculion fluitantis și Callitricho-Batrachion, Lande oro-mediteraneene cu formațiuni endemice de grozamă, Matorral arborescenți cu Juniperus spp., Galerii de Salix alba și de Populus alba, Păduri de pin mediteraneene cu pini mezogeni endemici, Pajiști umede mediteraneene cu ierburi înalte de Molinio-Holoschoenion, Păduri de Olea și Ceratonia, Roci stâncoase cu vegetație pionieră de Sedo-Scleranthion sau Sedo albi-Veronicion dillenii, Pante stâncoase silicioase cu vegetație casmofită, Păduri de pin (sub-) mediteraneene cu pini negri endemici, Păduri de Castanea sativa, Râuri mediteraneene cu debit permanent și vegetație de Glaucium flavum, Râuri cu maluri nămoloase cu vegetație de Chenopodion rubri p.p. și Bidention p.p., Păduri de Quercus ilex și Quercus rotundifolia, Grohotișuri silicioase de la nivelul montan până la nivelul zăpezii (Androsacetalia alpinae și Galeopsietalia ladani), Păduri mediteraneene de Taxus baccata, Dune cu vegetație ierboasă Malcolmietalia, Dune cu tufărișuri sclerofile Cisto-Lavenduletalia.
La baza desemnării sitului se află mai multe specii protejate:
- plante (1): Armeria soleirolii
- amfibieni (2): Discoglossus montalentii, Discoglossus sardus
- mamifere (7): liliac cârn (Barbastella barbastellus), liliac cu aripi lungi (Miniopterus schreibersii), liliac cu picioare lungi (Myotis capaccinii), liliac cărămiziu (Myotis emarginatus), Ovis gmelini musimon, liliacul mare cu potcoavă (Rhinolophus ferrumequinum), liliacul mic cu potcoavă (Rhinolophus hipposideros)
- nevertebrate (2): croitorul mare al stejarului (Cerambyx cerdo), Papilio hospiton
- pești (1): salmo cettii (Salmo cetti)
- reptile (2): țestoasa de baltă (Emys orbicularis), Euleptes europaea

Pe lângă speciile protejate, pe teritoriul sitului au mai fost identificate 21 de specii de plante, 4 specii de amfibieni, 10 specii de mamifere, 4 specii de pești, 7 specii de reptile.